# André Trindade
Pour les articles homonymes, voir Trindade.
André Trindade da Costa Neto dit André Trindade, né le 16 juillet 2001 à Ibirataia au Brésil, est un footballeur international brésilien qui évolue au poste de milieu défensif à Wolverhampton Wanderers.

## Biographie

### Fluminense FC
Né à Ibirataia au Brésil, André Trindade commence le football au poste d'avant-centre. Il est repéré par le Fluminense FC qu'il intègre en 2013. Sa position change au fil du temps et il s'impose finalement au poste de milieu défensif.
Il joue son premier match en professionnel lors d'une rencontre de coupe du Brésil face à l'Atlético Clube Goianiense le 17 septembre 2020. Son équipe s'impose par un but à zéro ce jour-là. Quatre jours plus tard il fait sa première apparition dans le championnat du Brésil de première division face à Sport Recife. Il est titularisé lors de cette rencontre qui se solde par la défaite de son équipe (1-0).
Le 21 février 2020, André Trindade prolonge son contrat avec Fluminense jusqu'en 2023.
Le 4 juillet 2021, André Trindade inscrit son premier but en professionnel durant un derby face au grand rival du CR Flamengo, en championnat. Il est le héros du match durant cette rencontre qui voit Fluminense l'emporter grâce à son but (0-1 score final),,. Le 14 juillet suivant, André Trindade fait sa première apparition en Copa Libertadores en étant titularisé contre le Cerro Porteño (victoire 0-2 de Fluminense). Il s'impose alors dans le onze de départ, étant associé dans un milieu à trois aux côtés de Yago Felipe (en) et Matheus Martinelli.
André Trindade est titulaire le 4 novembre 2023, lors de la finale de la Copa Libertadores 2023 qui oppose Fluminense aux Argentins de Boca Juniors. Il participe ainsi au sacre de son équipe, qui l'emporte ce jour-là sur le score de deux buts à un après les prolongations, et remporte ainsi la première Copa Libertadores de son histoire,.

### Wolverhampton Wanderers
Le 30 août 2024, André Trindade rejoint l'Angleterre en signant en faveur de Wolverhampton Wanderers pour un contrat de cinq ans, soit jusqu'en juin 2029.

### En sélection
En mars 2023, André Trindade est convoqué pour la première fois avec l'équipe nationale du Brésil par le sélectionneur intérimaire Ramon Menezes. Il ne joue toutefois aucun match lors de ce rassemblement.
Il est rappelé en mai 2023 avec le Brésil par Menezes. Il honore cette fois sa première sélection avec la Seleção, le 20 juin 2023, lors d'un match amical contre le Sénégal. Il entre en jeu à la place de Lucas Paquetá et son équipe s'incline par quatre buts à deux,.

## Statistiques

### En sélection nationale
| Saison                | Sélection             | Phases finales        | Phases finales | Phases finales | Phases finales | Éliminatoires CDM | Éliminatoires CDM | Éliminatoires CDM | Matchs amicaux | Matchs amicaux | Matchs amicaux | Total | Total | Total |
| Saison                | Sélection             | Compétition           | M              | B              | Pd             | M                 | B                 | Pd                | M              | B              | Pd             | M     | B     | Pd    |
| --------------------- | --------------------- | --------------------- | -------------- | -------------- | -------------- | ----------------- | ----------------- | ----------------- | -------------- | -------------- | -------------- | ----- | ----- | ----- |
| 2022-2023             | Brésil                | Coupe du monde 2022   | -              | -              | -              | -                 | -                 | -                 | 1              | 0              | 0              | 1     | 0     | 0     |
| 2023-2024             | Brésil                | Copa América 2024     | -              | -              | -              | 3                 | 0                 | 0                 | 1              | 0              | 0              | 4     | 0     | 0     |
| 2024-2025             | Brésil                | -                     | -              | -              | -              | 1                 | 0                 | 0                 | -              | -              | -              | 1     | 0     | 0     |
| Total sur la carrière | Total sur la carrière | Total sur la carrière | -              | -              | -              | 4                 | 0                 | 0                 | 2              | 0              | 0              | 6     | 0     | 0     |

## Palmarès
Fluminense FC
- Copa Libertadores (1) :
  - Vainqueur : 2023.
- Recopa Sudamericana (1) :
  - Vainqueur : 2024.